# 더 영 베인스
더 영 베인스(The Young Veins)는 캘리포니아주에서 결성된 록 밴드이다. 라스베이거스에서 결성된 밴드, 패닉 앳 더 디스코의 두 전 멤버, 라이언 로스와 존 워커로 구성되어 있다.

## 역사
2009년 7월 6일에 라이언 로스 (기타, 보컬, 작사)와 존 워커(베이스, 드럼, 보컬, 작사)는 패닉! 앳 더 디스코를 탈퇴하였다. 그 이유는 음악적인 견해 차이이다. 후에 로스는 MTV에 워커와 함께 로스앤젤레스에서 Pretty. Odd.의 프로듀서였던 롭 매스와 신보 작업 중이라고 밝힌다. 7월 28일, 두 사람은 새 밴드의 이름은 더 영 베인스이며, 과거지향적인 음악을 추구하게 될 것이라고 밝혔다. 공지와 함께 발표한 노래 "Change"는 밴드의 마이스페이스에서 처음 공개되었다. 라이언 로스와 프로듀서, 알렉스 그린왈드는 10월 16일 East Village Radio라는 프로그램에 출연,"Change"와 "The Other Girl"을 연주하였다. 영 베인스가 스스로 밝힌 것처럼, "밴드는 현재 첫 번째 앨범을 준비 중이다." 또한, 알렉스 그린왈드가 작업에 참여한다는 사실을 밝혔다. 라이언 로스는 자신의 트위터를 통해, 신보의 마스터링까지 완벽히 마쳤으며, 그 제목은Take a Vacation이 될 것이라고 밝혔다.
하지만 큰 호응을 얻지 못하고 2010년에 해체되었다.

### 현재 멤버
- 라이언 로스 – 보컬, 기타, 피아노 (2009–2010)
- 존 워커 – 베이스, 기타, 보컬, 드럼 (2009–2010)

### 게스트 멤버
- 팬텀 플래닛의 알렉스 그린왈드[7]
- 실버체어의 욘 가피아스
- 마룬 5의 미키 매든
- Members of the band Chief[8]

## 음반 목록
- Take a Vacation (2009)

## 참조 문서
1. ↑  Panic! At the Disco, The Young Veins Debut New Tracks 보관됨 2010-02-21 - 웨이백 머신, Rolling Stone, July 28, 2009.
2. ↑  Exclusive: Former Panic! At The Disco Members Become The Young Veins 보관됨 2010-03-29 - 웨이백 머신, MTV, July 28, 2009.
3. ↑  Ryan Ross and Jon Walker are The Young Veins 보관됨 2009-12-12 - 웨이백 머신, Stereokill, July 29, 2009.
4. ↑  “Division! At The Disco | stereokill.net”. 2009년 12월 12일에 원본 문서에서 보존된 문서. 2009년 11월 27일에 확인함.
5. ↑  “Exclusive: Former Panic! At The Disco Members Become The Young Veins - Music, Celebrity, Artist News | MTV”. 2009년 12월 14일에 원본 문서에서 보존된 문서. 2009년 11월 27일에 확인함.
6. ↑  Blog 보관됨 2009-10-17 - 웨이백 머신 at MySpace
7. ↑  Former Panic! At The Disco members unveil new band, NME, July 28, 2009.
8. ↑   보관됨 2009-12-08 - 웨이백 머신, MTV, October 16, 2009.